# جان دبلیو. استوارت
جان دبلیو. استوارت (به انگلیسی: John W. Stewart) سناتور سابق عضو حزب جمهوری‌خواه ایالات متحده آمریکا بود. وی در سال ۱۹۰۸ میلادی سناتور ایالت ورمانت در سنای ایالات متحده آمریکا بود.